# Fútbol en Suecia
El fútbol es el deporte más popular en Suecia. La Asociación Sueca de Fútbol (SvFF), fundada en 1904, es el máximo organismo del fútbol profesional sueco. La SvFF organiza la Allsvenskan —la primera y máxima competición de liga del país— y la Copa de Suecia, y gestiona la selección nacional masculina, femenina y juvenil. En Suecia existen 4.236 clubes de fútbol y 552.939 fichas federativas.
Suecia ha tenido futbolistas destacados como Zlatan Ibrahimović, Henrik Larsson, Gunnar Gren, Gunnar Nordahl, Nils Liedholm, Glenn Strömberg y Fredrik Ljungberg.

## Competiciones oficiales entre clubes
La siguiente tabla muestra cómo funciona el sistema actual de ligas en Suecia. Para cada división, se da su nombre sueco y el número de clubes. Cada división no tiene porqué estar conectada con los equipos de la división que se encuentran directamente por encima de ella y desciende a los equipos de las divisiones que se encuentran directamente debajo de él, aunque suele ser lo habitual. El sistema utilizado para la temporada 2006 y en adelante fue uno nuevo en el que la nueva característica es la adición de dos series de la División 1 en el tercer nivel, relegando a la División 2 y División 3 un nivel por debajo en el sistema. En la temporada 2007, la Allsvenskan se amplió de 14 a 16 clubes, solo un equipo fue descendido de la primera división y tres equipos ascendieron a Superettan. Esto difiere del sistema habitual, en el que dos equipos descienden de manera directa, sustituida por los mejores equipos de la segunda división, la Superettan, y un equipo va a la segunda fase de descenso/promoción contra el tercer equipo situado en Superettan.
| Nivel | Liga(s)/División(es)                                                                                | Liga(s)/División(es)                                                                                | Liga(s)/División(es)                                                                                | Liga(s)/División(es)                                                                                | Liga(s)/División(es)                                                                                | Liga(s)/División(es)                                                                                | Liga(s)/División(es)                                                                                | Liga(s)/División(es)                                                                                | Liga(s)/División(es)                                                                                | Liga(s)/División(es)                                                                                | Liga(s)/División(es)                                                                                | Liga(s)/División(es)                                                                                |
| ----- | --------------------------------------------------------------------------------------------------- | --------------------------------------------------------------------------------------------------- | --------------------------------------------------------------------------------------------------- | --------------------------------------------------------------------------------------------------- | --------------------------------------------------------------------------------------------------- | --------------------------------------------------------------------------------------------------- | --------------------------------------------------------------------------------------------------- | --------------------------------------------------------------------------------------------------- | --------------------------------------------------------------------------------------------------- | --------------------------------------------------------------------------------------------------- | --------------------------------------------------------------------------------------------------- | --------------------------------------------------------------------------------------------------- |
| 1     | Allsvenskan 16 clubes                                                                               | Allsvenskan 16 clubes                                                                               | Allsvenskan 16 clubes                                                                               | Allsvenskan 16 clubes                                                                               | Allsvenskan 16 clubes                                                                               | Allsvenskan 16 clubes                                                                               | Allsvenskan 16 clubes                                                                               | Allsvenskan 16 clubes                                                                               | Allsvenskan 16 clubes                                                                               | Allsvenskan 16 clubes                                                                               | Allsvenskan 16 clubes                                                                               | Allsvenskan 16 clubes                                                                               |
| 2     | Superettan 16 clubes                                                                                | Superettan 16 clubes                                                                                | Superettan 16 clubes                                                                                | Superettan 16 clubes                                                                                | Superettan 16 clubes                                                                                | Superettan 16 clubes                                                                                | Superettan 16 clubes                                                                                | Superettan 16 clubes                                                                                | Superettan 16 clubes                                                                                | Superettan 16 clubes                                                                                | Superettan 16 clubes                                                                                | Superettan 16 clubes                                                                                |
| 3     | Division 1 Norra 14 clubes                                                                          | Division 1 Norra 14 clubes                                                                          | Division 1 Norra 14 clubes                                                                          | Division 1 Norra 14 clubes                                                                          | Division 1 Norra 14 clubes                                                                          | Division 1 Norra 14 clubes                                                                          | Division 1 Södra 14 clubes                                                                          | Division 1 Södra 14 clubes                                                                          | Division 1 Södra 14 clubes                                                                          | Division 1 Södra 14 clubes                                                                          | Division 1 Södra 14 clubes                                                                          | Division 1 Södra 14 clubes                                                                          |
| 4     | Division 2 Norrland 12 clubes                                                                       | Division 2 Norrland 12 clubes                                                                       | Division 2 Norra Svealand 12 clubes                                                                 | Division 2 Norra Svealand 12 clubes                                                                 | Division 2 Östra Svealand 12 clubes                                                                 | Division 2 Östra Svealand 12 clubes                                                                 | Division 2 Mellersta Götaland 12 clubes                                                             | Division 2 Mellersta Götaland 12 clubes                                                             | Division 2 Västra Götaland 12 clubes                                                                | Division 2 Västra Götaland 12 clubes                                                                | Division 2 Södra Götaland 12 clubes                                                                 | Division 2 Södra Götaland 12 clubes                                                                 |
| 5     | Division 3 Norra Norrland 12 clubes                                                                 | Division 3 Mellersta Norrland 12 clubes                                                             | Division 3 Södra Norrland 12 clubes                                                                 | Division 3 Norra Svealand 12 clubes                                                                 | Division 3 Östra Svealand 12 clubes                                                                 | Division 3 Västra Svealand 12 clubes                                                                | Division 3 Nordöstra Götaland 12 clubes                                                             | Division 3 Mellersta Götaland 12 clubes                                                             | Division 3 Nordvästra Götaland 12 clubes                                                            | Division 3 Sydvästra Götaland 12 clubes                                                             | Division 3 Sydöstra Götaland 12 clubes                                                              | Division 3 Södra Götaland 12 clubes                                                                 |
| 6–10  | La División 4 hasta la División 8 son divisiones gestionadas por federaciones de fútbol regionales. | La División 4 hasta la División 8 son divisiones gestionadas por federaciones de fútbol regionales. | La División 4 hasta la División 8 son divisiones gestionadas por federaciones de fútbol regionales. | La División 4 hasta la División 8 son divisiones gestionadas por federaciones de fútbol regionales. | La División 4 hasta la División 8 son divisiones gestionadas por federaciones de fútbol regionales. | La División 4 hasta la División 8 son divisiones gestionadas por federaciones de fútbol regionales. | La División 4 hasta la División 8 son divisiones gestionadas por federaciones de fútbol regionales. | La División 4 hasta la División 8 son divisiones gestionadas por federaciones de fútbol regionales. | La División 4 hasta la División 8 son divisiones gestionadas por federaciones de fútbol regionales. | La División 4 hasta la División 8 son divisiones gestionadas por federaciones de fútbol regionales. | La División 4 hasta la División 8 son divisiones gestionadas por federaciones de fútbol regionales. | La División 4 hasta la División 8 son divisiones gestionadas por federaciones de fútbol regionales. |

Copas
- Svenska Cupen: es la copa nacional del fútbol sueco, organizada por la Asociación Sueca de Fútbol y cuyo campeón tiene acceso a disputar la UEFA Europa League.
- Supercupen: competición que enfrenta al campeón de la Allsvenskan y al campeón de Copa.

## Selecciones de fútbol de Suecia

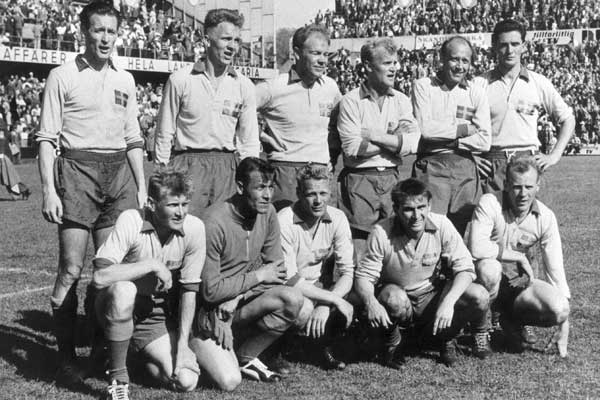
Imagen del equipo que fue subcampeón del mundo en 1958.

### Selección absoluta de Suecia
La selección de Suecia, en sus distintas categorías está controlada por la Asociación Sueca de Fútbol.
El equipo sueco, conocido como Blågult, disputó su primer partido oficial el 12 de julio de 1908 en un partido disputado en Göteborg contra Noruega y venció por un 11-3. Desde entonces ha disputado once Copas del Mundo de la FIFA y cinco Eurocopas. Su mejor resultado en una Copa del Mundo fue en 1958, cuando logró el subcampeonato del mundo. Por su parte, en la Eurocopa su mejor puesto fue las semifinales que consiguió en 1992, en la edición que se disputó, precisamente, en Suecia.
El jugador con más partidos disputados es Thomas Ravelli (143) y el máximo goleador de la selección es Sven Rydell (49 goles).

### Selección femenina de Suecia
La selección femenina debutó en 1973 en un partido frente a Finlandia. Ha participado en seis Copas del Mundo y en diez Eurocopas. Su mejor resultado en la Copa del Mundo fue el subcampeonato logrado en 2003. En 1984 se proclamaron campeonas de Europa.